# Église Saint-Jean-Baptiste de Monprimblanc
Pour les articles homonymes, voir Église Saint-Jean-Baptiste.
L'église Saint-Jean-Baptiste de Monprimblanc est une église catholique située dans la commune de Monprimblanc dans le département de la Gironde, en France.

## Localisation
L'église est située dans la partie ouest du bourg.

## Historique
L'édifice construit, à l'origine, au XIIe siècle se composait d'une nef terminée par une abside semi-circulaire, voûtée en cul-de-four. Elle est mentionnée pour la première fois en 1326. Le chevet a conservé sa corniche, soutenue par des modillons, et son étage fortifié au cours de la guerre de Cent Ans, percé de fentes de tir. Au niveau de l'arc triomphal, subsiste une partie d'un clocher-mur.
La chapelle sud fut ajoutée qu'au XVIIe siècle. Le mur sud de la nef fut reconstruit en 1785 et une sacristie fut ajoutée.
La chapelle nord, formant faux transept avec celle du sud, fut édifiée en 1833 et les peintures en trompe-l'œil néo-gothiques réalisées.
En 1863, Léo Drouyn a noté : « L'église s'ouvrait à l'ouest par une porte romane percée dans un avant-corps et protégée par un porche « moderne ». » Ce portail fut détruit en 1887, remplacé par un clocher néogothique édifié en 1887-1888 par l'architecte bordelais Edmond-Jean Hosteing ; la sacristie, au sud, fut construite entre 1887 et 1909.
Dans le cimetière, qui entoure l’église, se dresse une croix gothique, de la fin du XVe siècle.

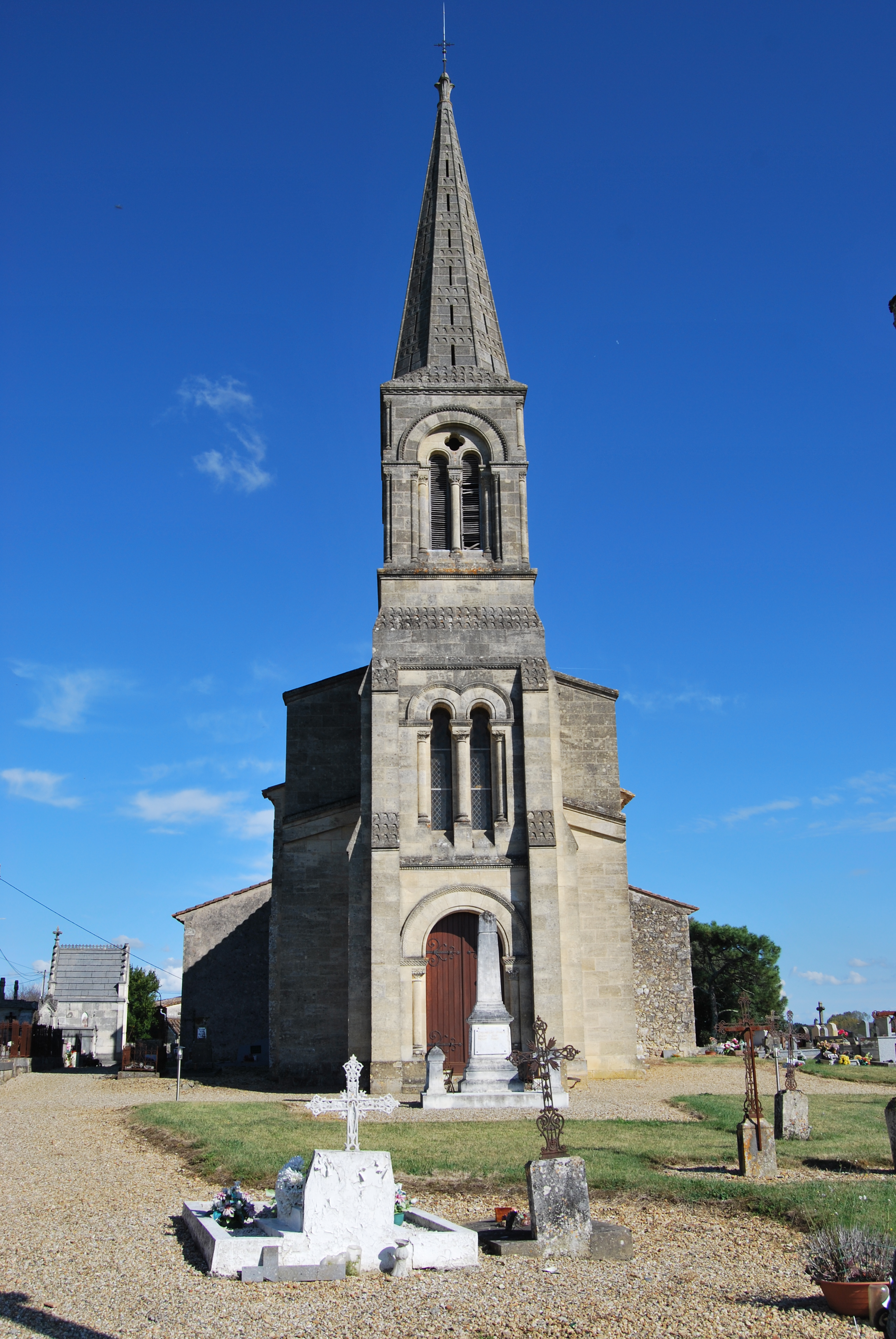
Façade ouest
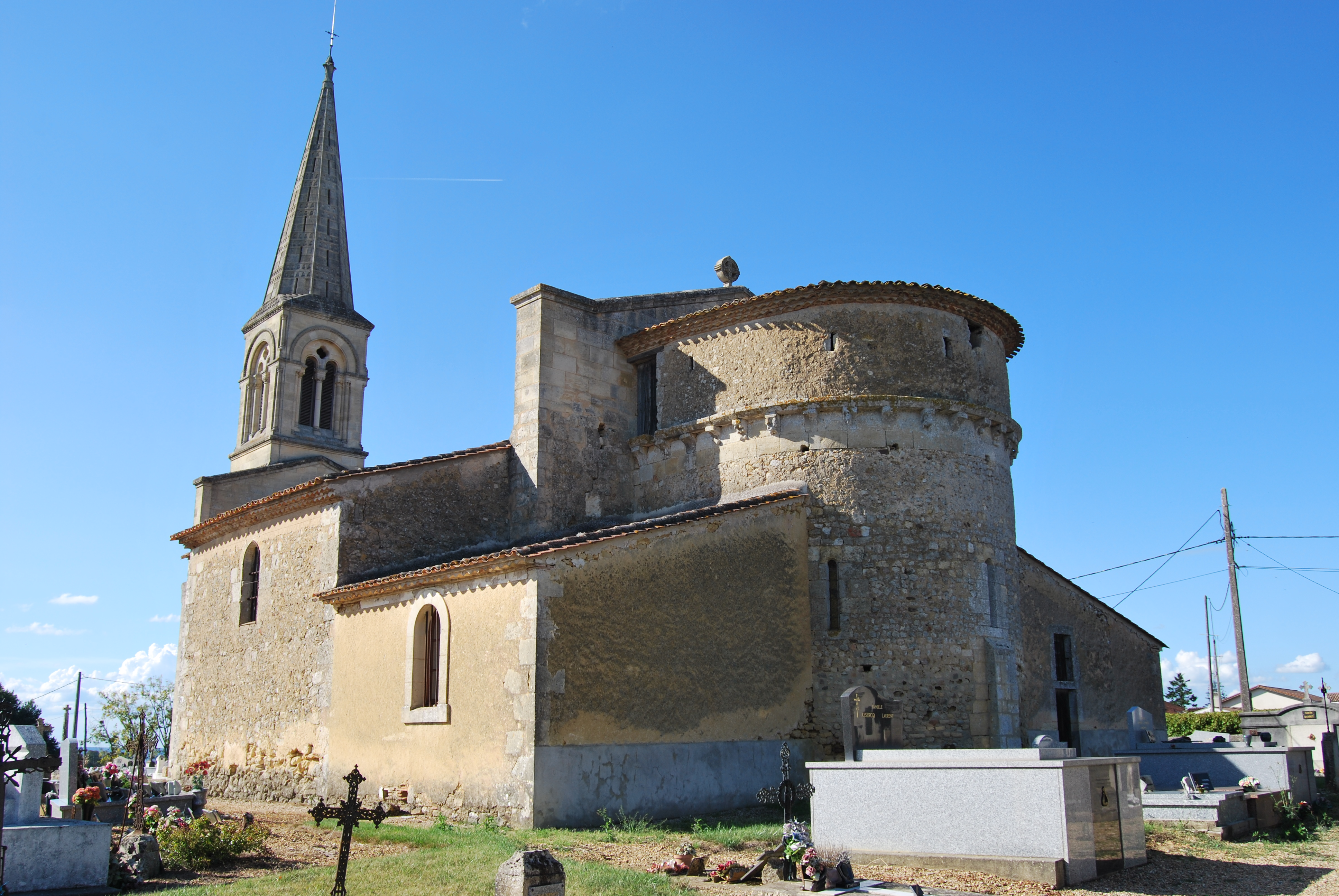
Vue sud-est
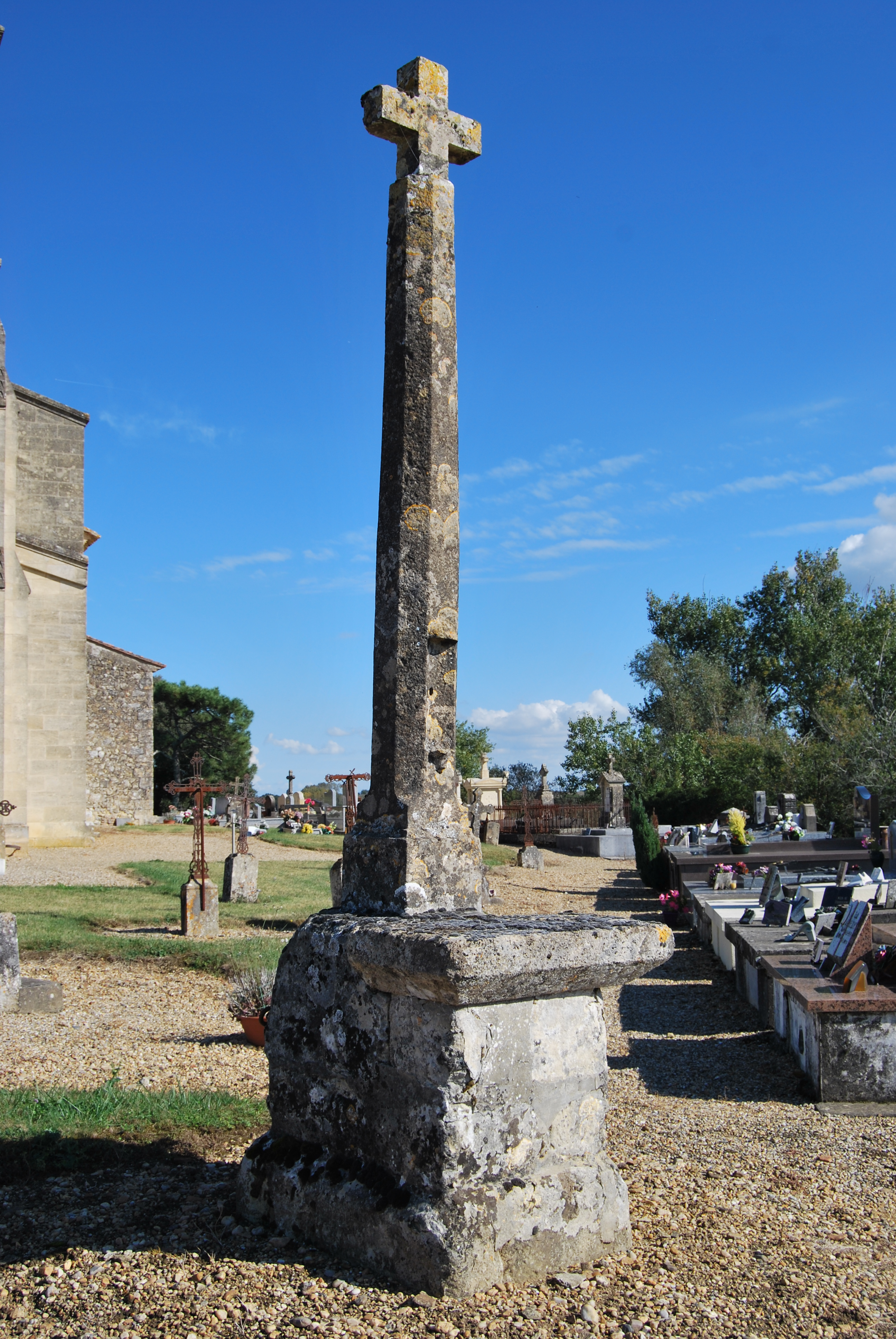
Croix de cimetière

L'église est inscrite au titre des monuments historiques par arrêté du 29 décembre 1981 pour son abside romane.

## L'iconographie romane
Seule, l'abside a conservé sa sculpture romane. À l'extérieur, on ne trouve pas de programme principal, mais une multitude de modillons sculptés qui soutiennent l'ancienne corniche du toit. À l'intérieur, dans le sanctuaire, subsistent deux chapiteaux historiés supportant l'arc triomphal. Ces chapiteaux ont été inscrits sur l'inventaire général du patrimoine culturel le 14 octobre 1997.

### Les modillons

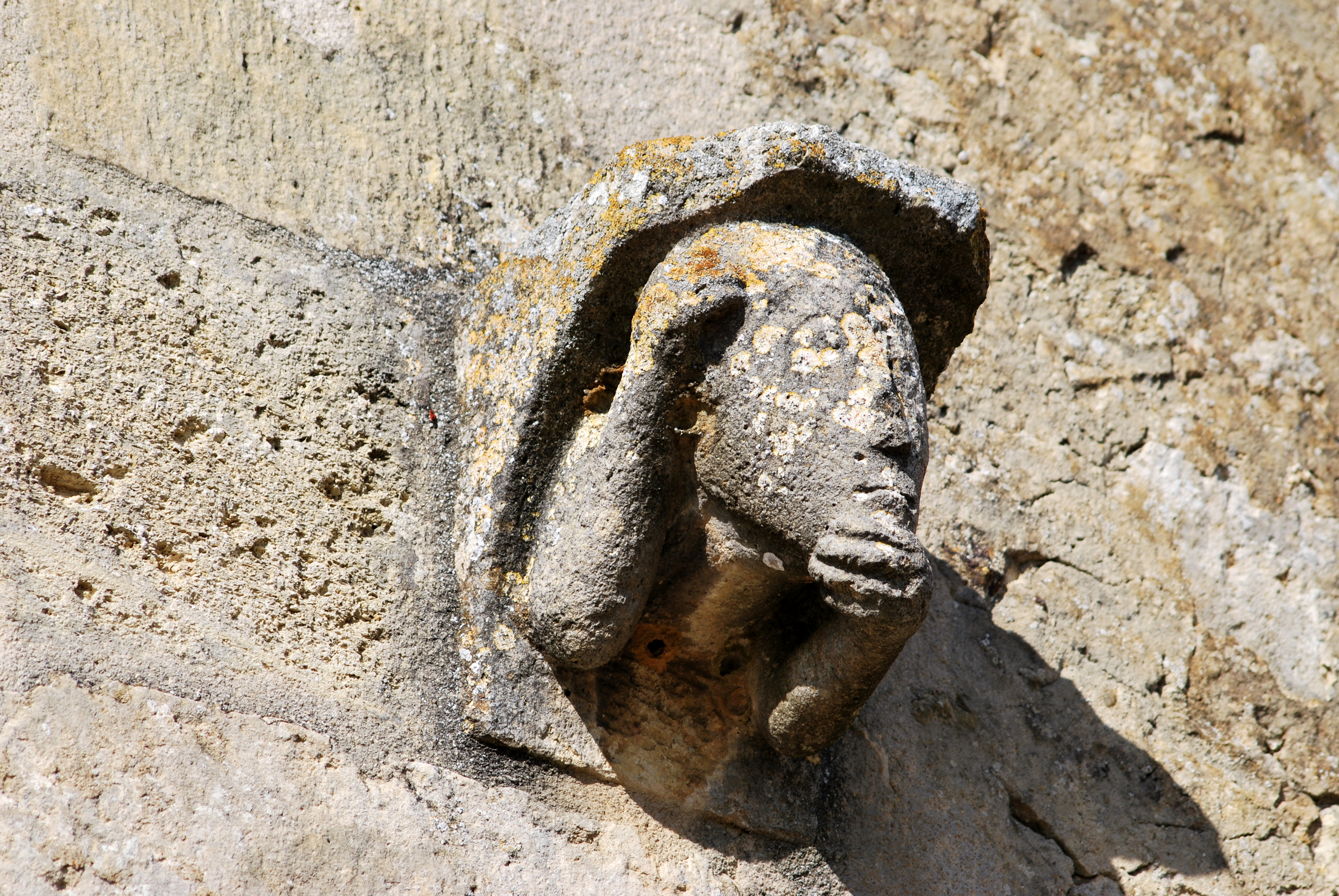
Mur sud

Sous la corniche du chevet, 14 modillons romans sculptés présentent les sujets classiques de l'iconographie modillonnaire : la dénonciation des péchés capitaux. On y voit :
- des animaux comme le taureau, le cochon, le bouc ou l'ours, qui représentent la bestialité présente dans l'homme ;
- l'Eucharistie sacrilège où deux personnages mangent une hostie et boivent du vin, entourés de symboles maléfiques ;
- un rappel à l'intention des pèlerins de Saint-Jacques-de-Compostelle ;
- les activités propices à la luxure, telles que la musique profane, l'homme ithyphallique, un couple qui s'enlace ;
- une dénonciation de l'homosexualité avec l'homme « inverti » ;
- sur le mur sud de la nef, subsiste un seul modillon, de remploi, représentant le buste d'un homme dont la main droite touche ses cheveux et la main gauche caresse sa barbe. Sans doute est-il le seul rescapé parmi les modillons romans qui ornaient la corniche de la nef lors de la reconstruction de ce mur en 1785. « Toucher ses cheveux » était une représentation de la Vanité ; « toucher sa barbe » avait un sens sexuel.

Toute la série modillonnaire est un mise en garde pour les hommes contre les risques, pour leurs âmes, des péchés de gloutonnerie, de vanité et de luxure.
Léo Drouyn, dans ses notes, relève trois modillons « obscènes » : un homme caressant une femme, un homme accroupi exhibant son sexe et un autre présentant ses fesses. Il ne donne pas d'interprétation du sens de ces modillons voulus par le clergé.
|  |

L'homme ithyphallique
Un homme nu et ithyphallique, aux longs cheveux, est assis au sol à côté de la tête d'un rapace (aigle ou faucon). A priori, cette composition est énigmatique, mais, si dans une église rurale et modeste on a pris la peine de sculpter cette scène c'est que sa signification ne posait pas de problème aux simples ruraux. Dans la mythologie grecque, se trouve l'épisode où Zeus, métamorphosé en aigle, enlève Ganymède, le plus bel éphèbe au monde, à seule fin d'assouvir sa propre jouissance. Le mythe avait permis aux Grecs de justifier l'homosexualité et la pédérastie. Au XIIe siècle, le mot « Ganymède » était entré dans la langue française comme substantif et adjectif et lorsqu'on parlait d'un ganymède, cet adjectif avait à peu près le même sens pour tout le monde que homo aujourd'hui, voire une connotation péjorative comme pédé. On peut donc supposer que l'homme nu à côté de l'aigle est un ganymède.
L'homme « inverti »
On voit, de dos, un homme accroupi, les jambes écartées. De ses mains, il s'écarte les fesses. Le buste de l'homme est cependant de face, car on voit son visage souriant, ce qui constitue une impossibilité anatomique. Cette image de l'homme « inverti » est très fréquente dans l'iconographie romane et représente une évocation de la sodomie. Habituellement le modillon est entouré d'êtres maléfiques ou d'un centaure qui apporte un châtiment mortel en visant l'homme avec sa flèche.
Le couple enlacé
Un homme, à la barbe ondulée, revêtu d'un longue robe plissée, est assis sur les genoux d'un personnage nu. Le couple s'enlace. L'état actuel du modillon ne permet pas de déterminer si le nudiste est une femme ou un homme. Cependant, les modillons précédents évoquant clairement l'homosexualité, on peut supposer qu'il s'agit d'un couple d'hommes. Les écrits de l'historien Orderic Vital (1075-1142) au sujet des barbes frisées, des cheveux longs et des toilettes luxueuses dont se paraient les clercs efféminés et contre la dépravation desquels il ne décoléra pas, étaient très influents à l'époque.

Modillons du chevet
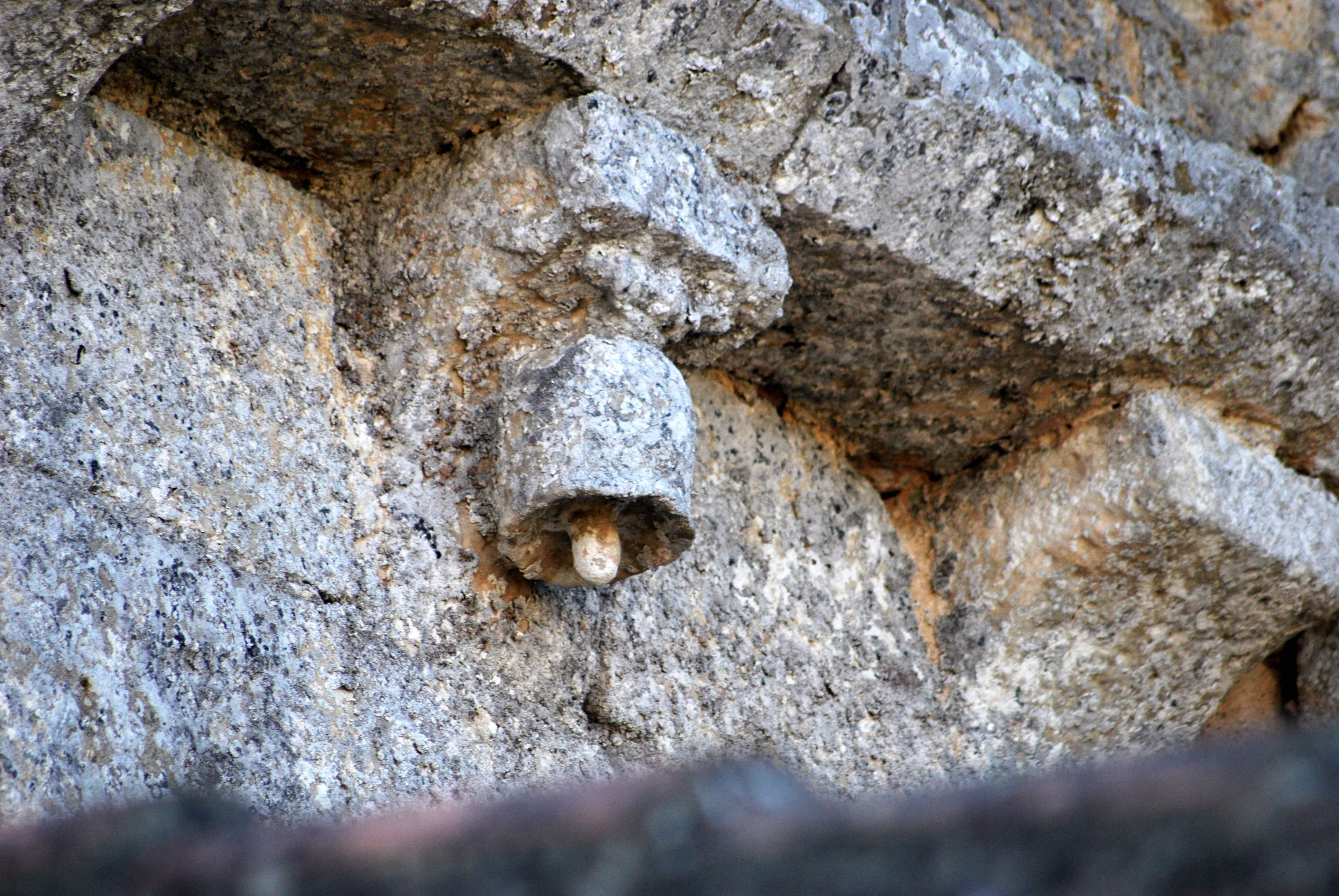
Cloche
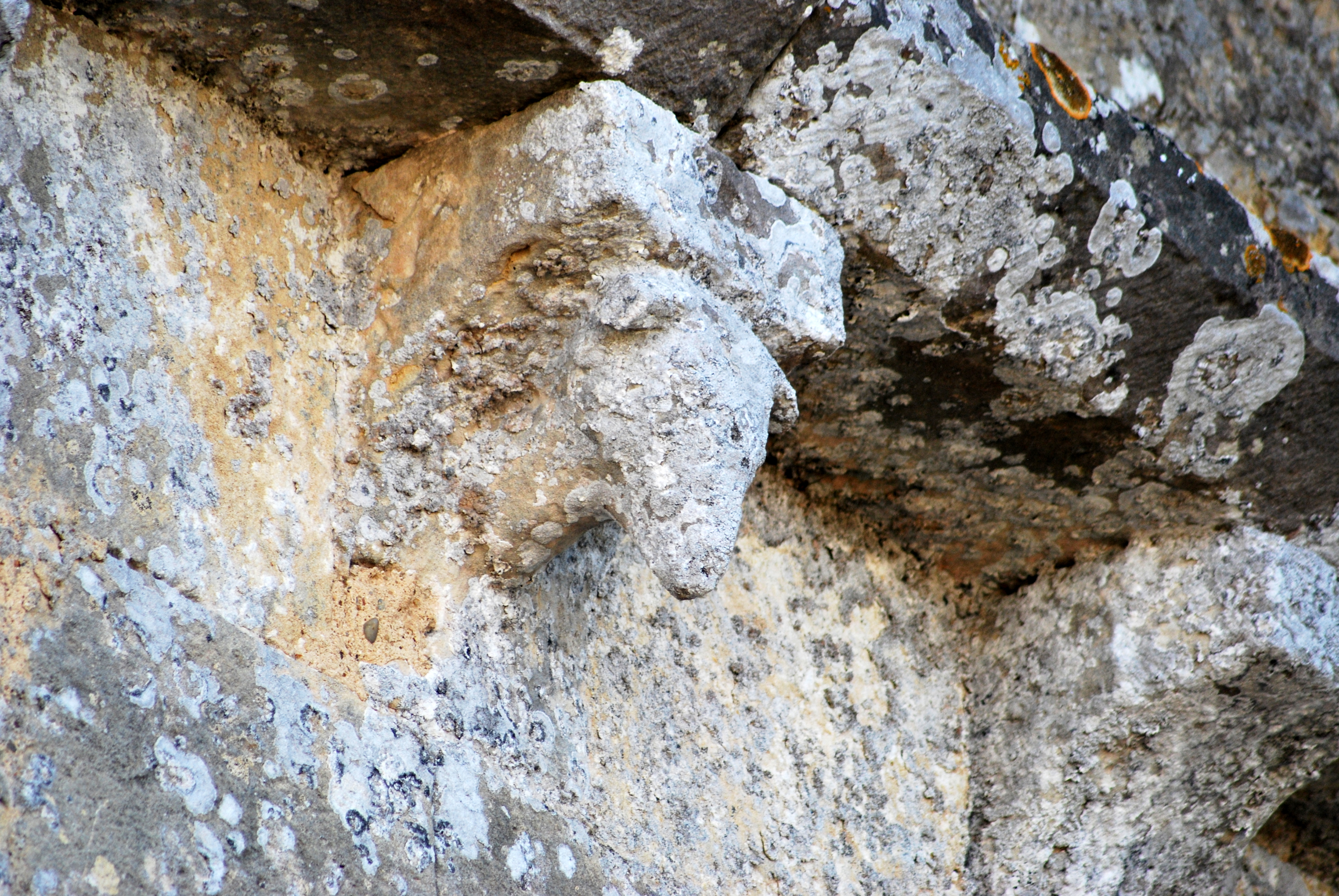
Tête de taureau
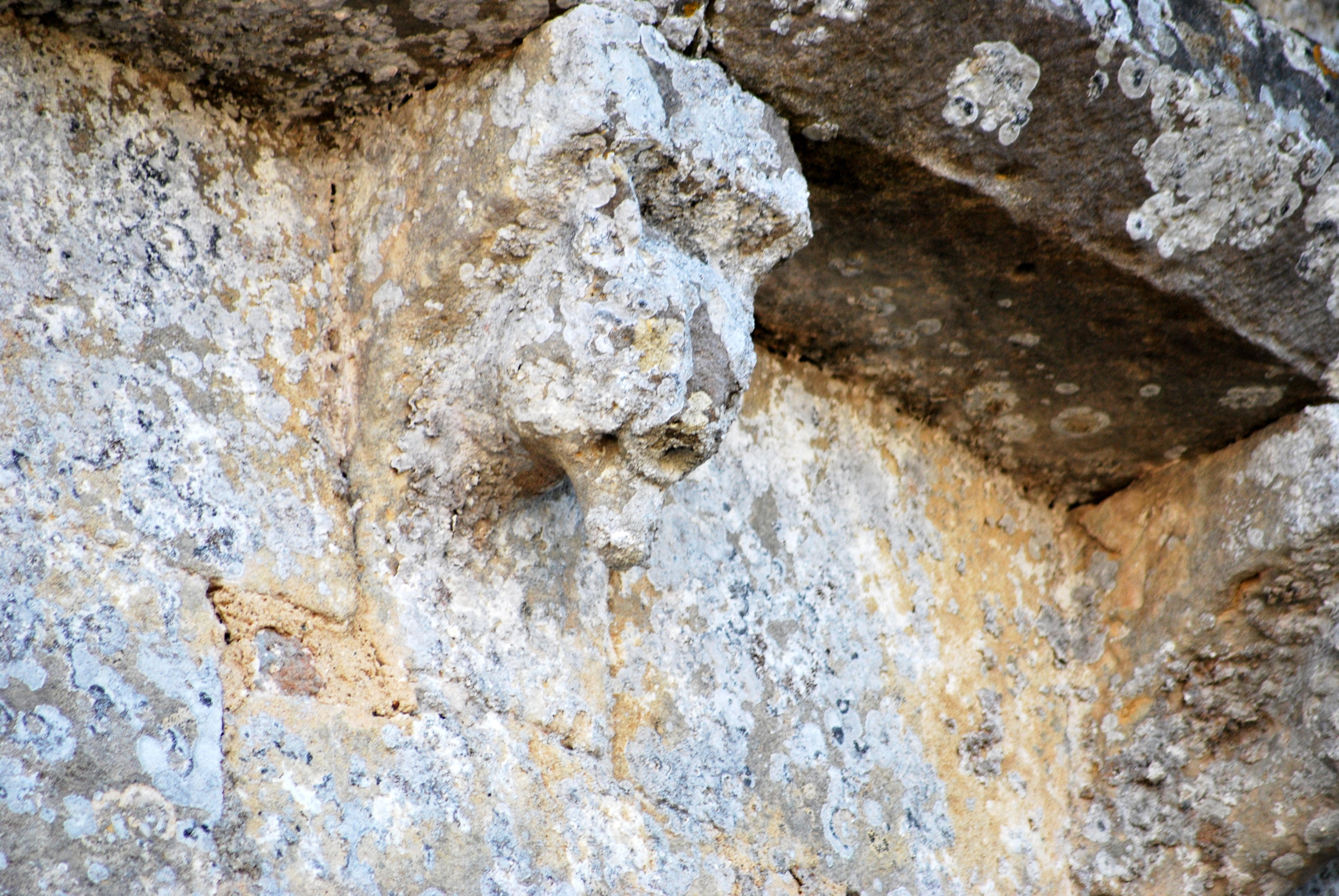
Tête de cochon
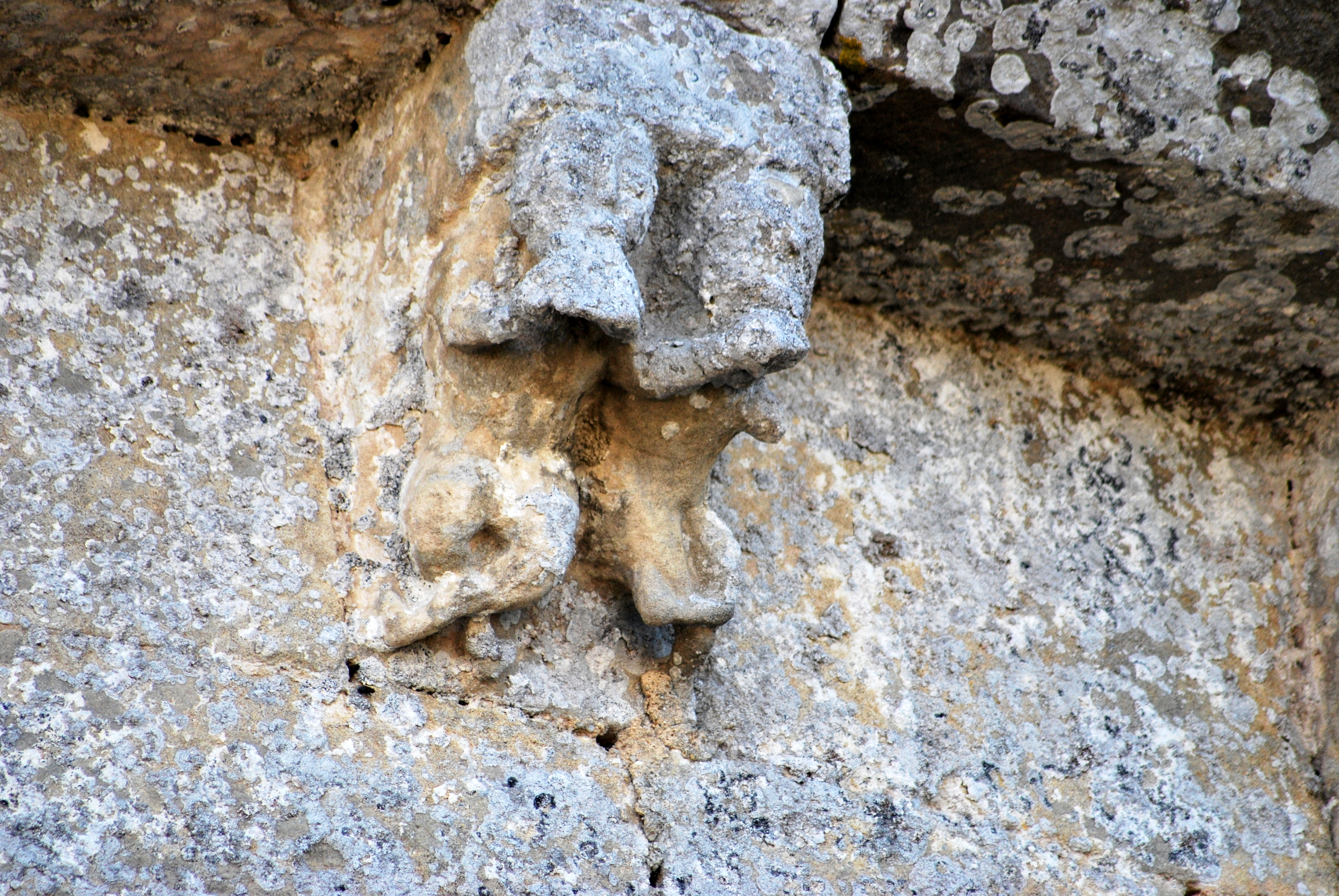
L'Eucharistie sacrilège
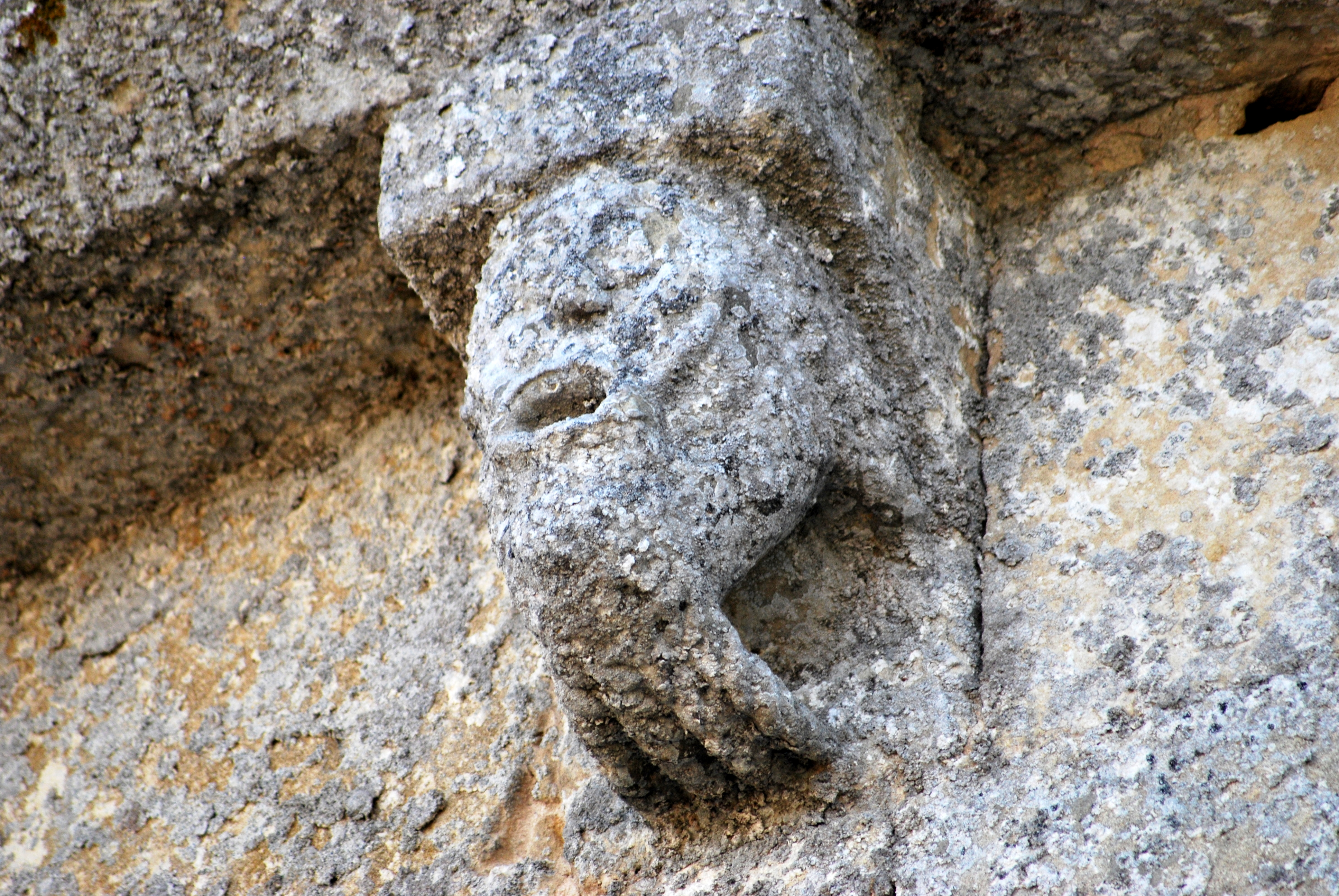
Homme barbu
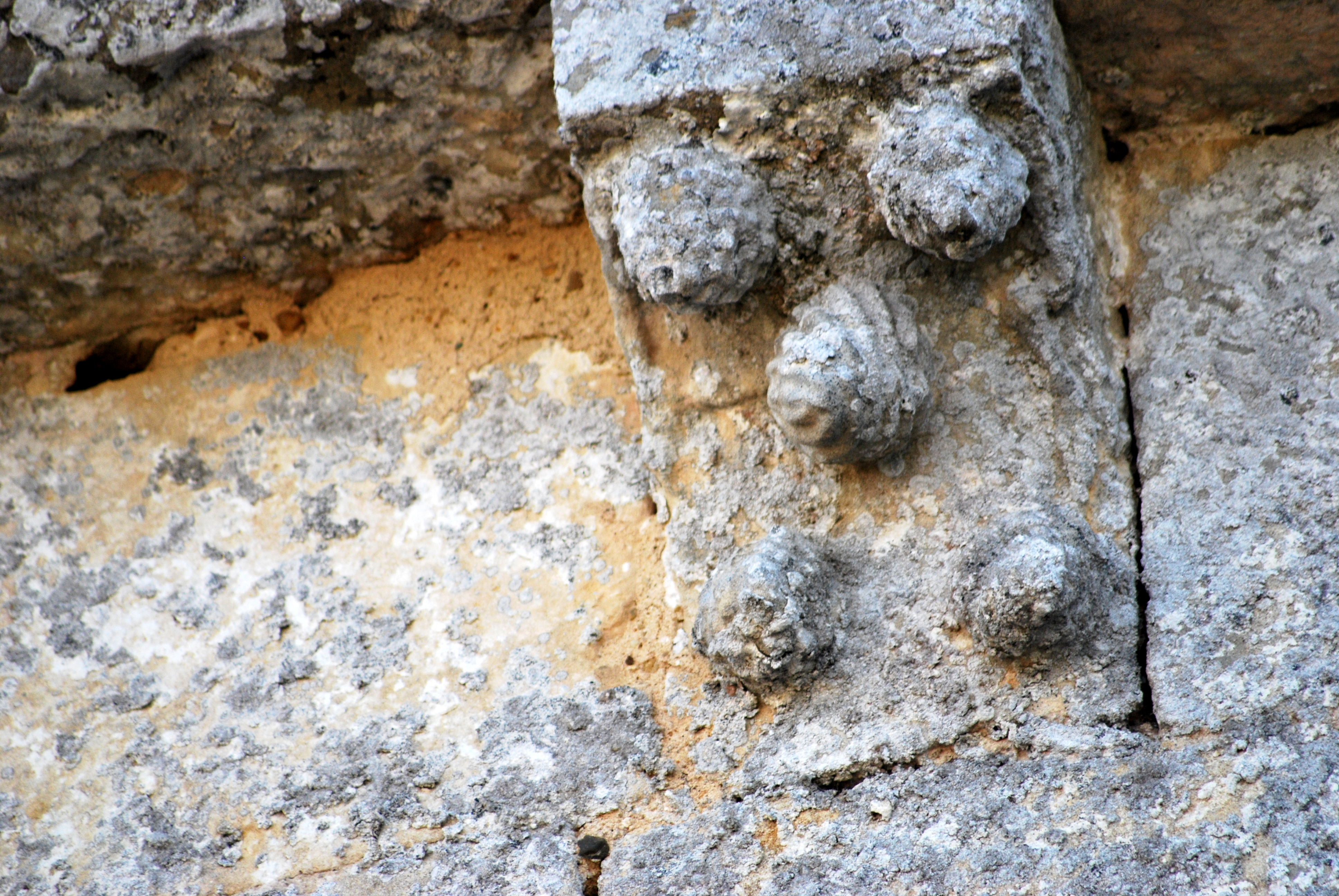
Cinq coquilles Saint-Jacques
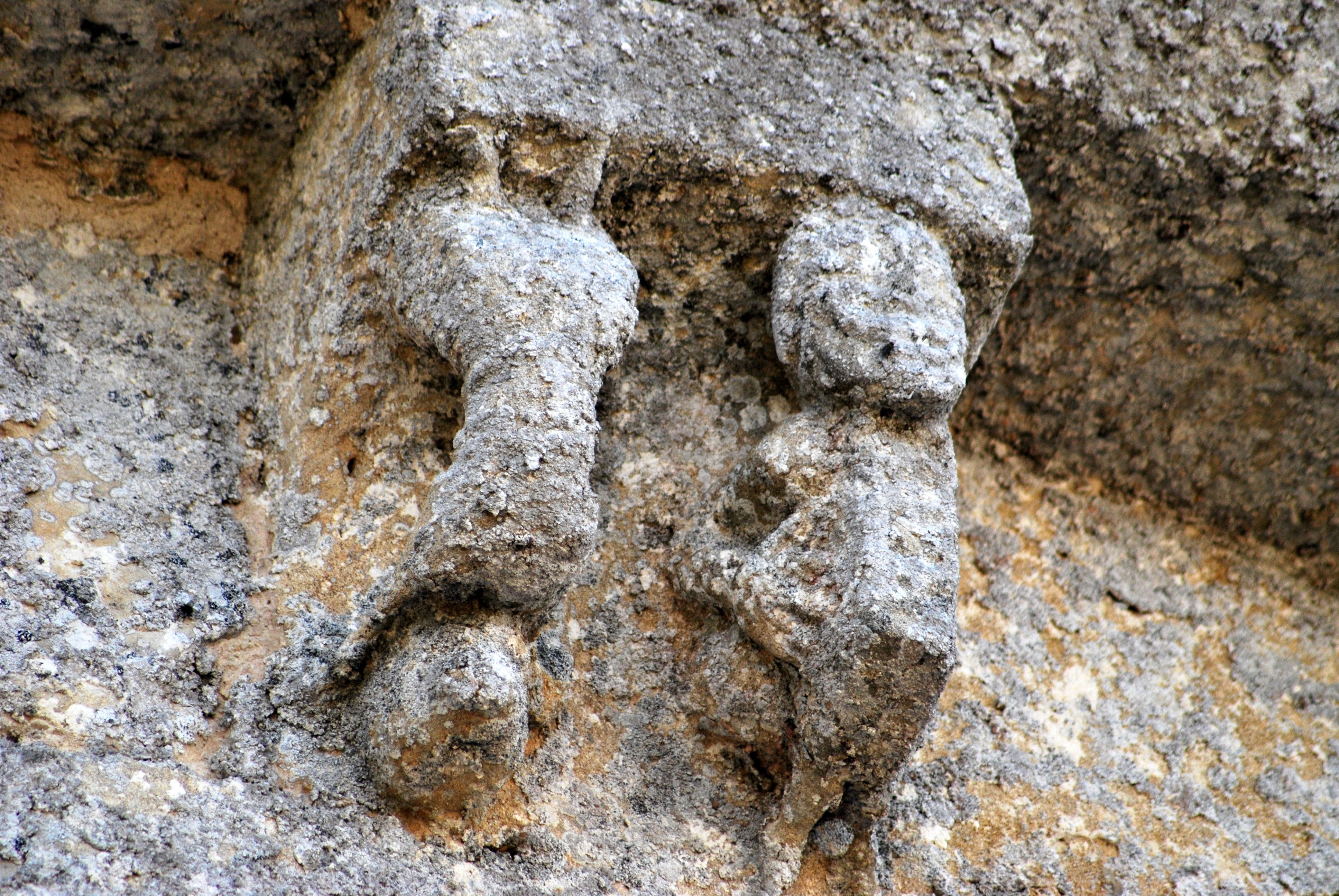
Acrobate et joueur de psaltérion
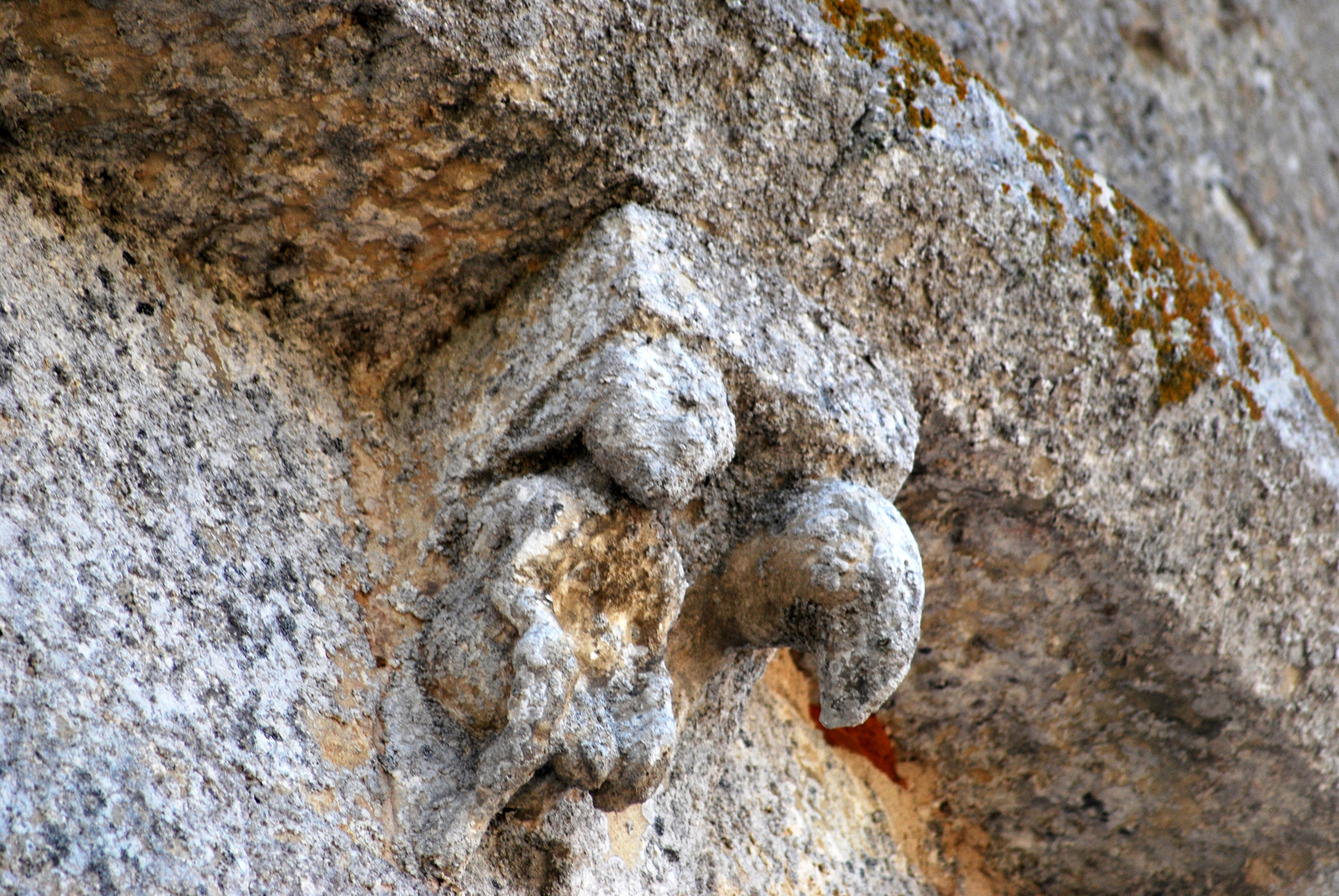
Homme ithyphallique et rapace
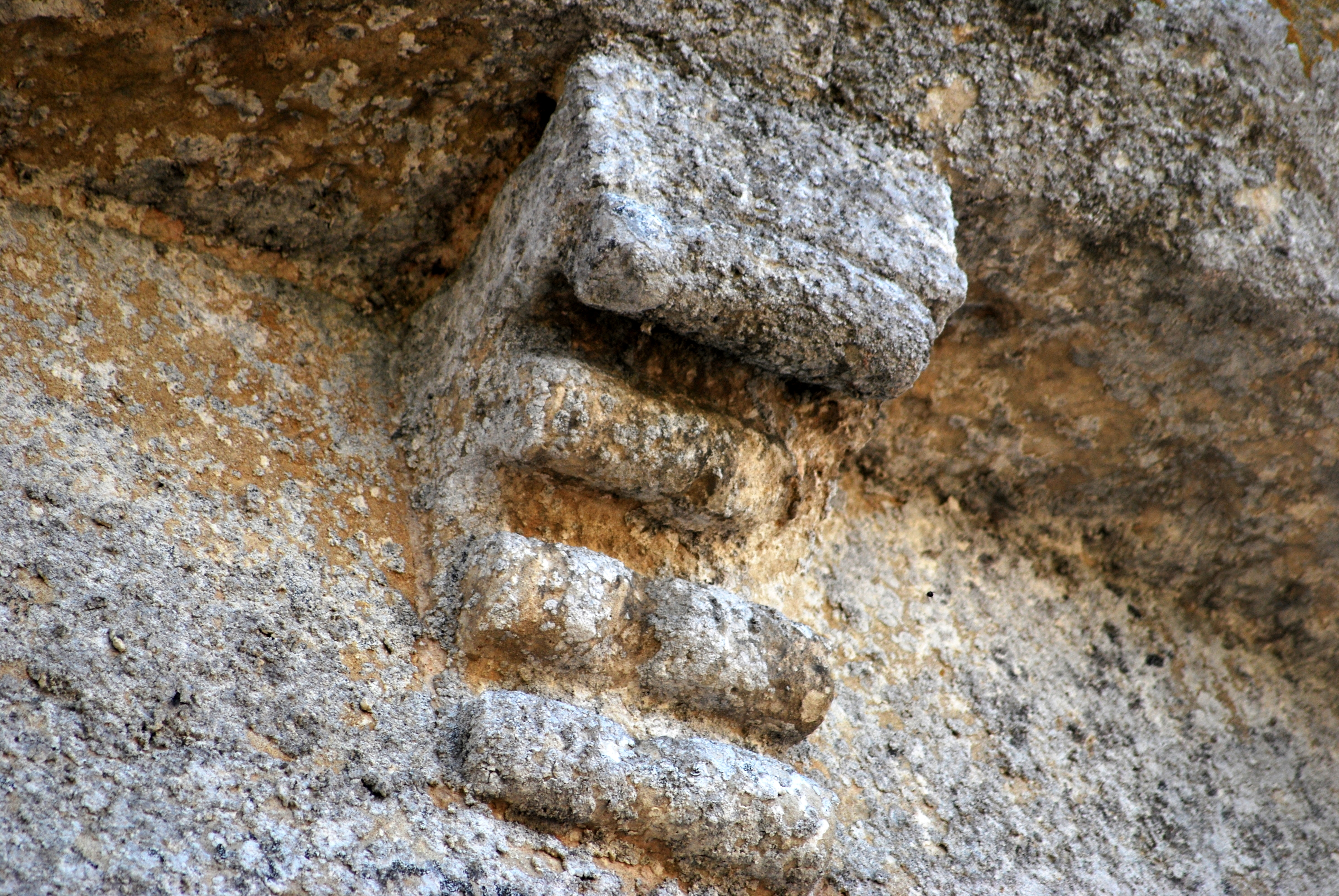
Quatre billettes
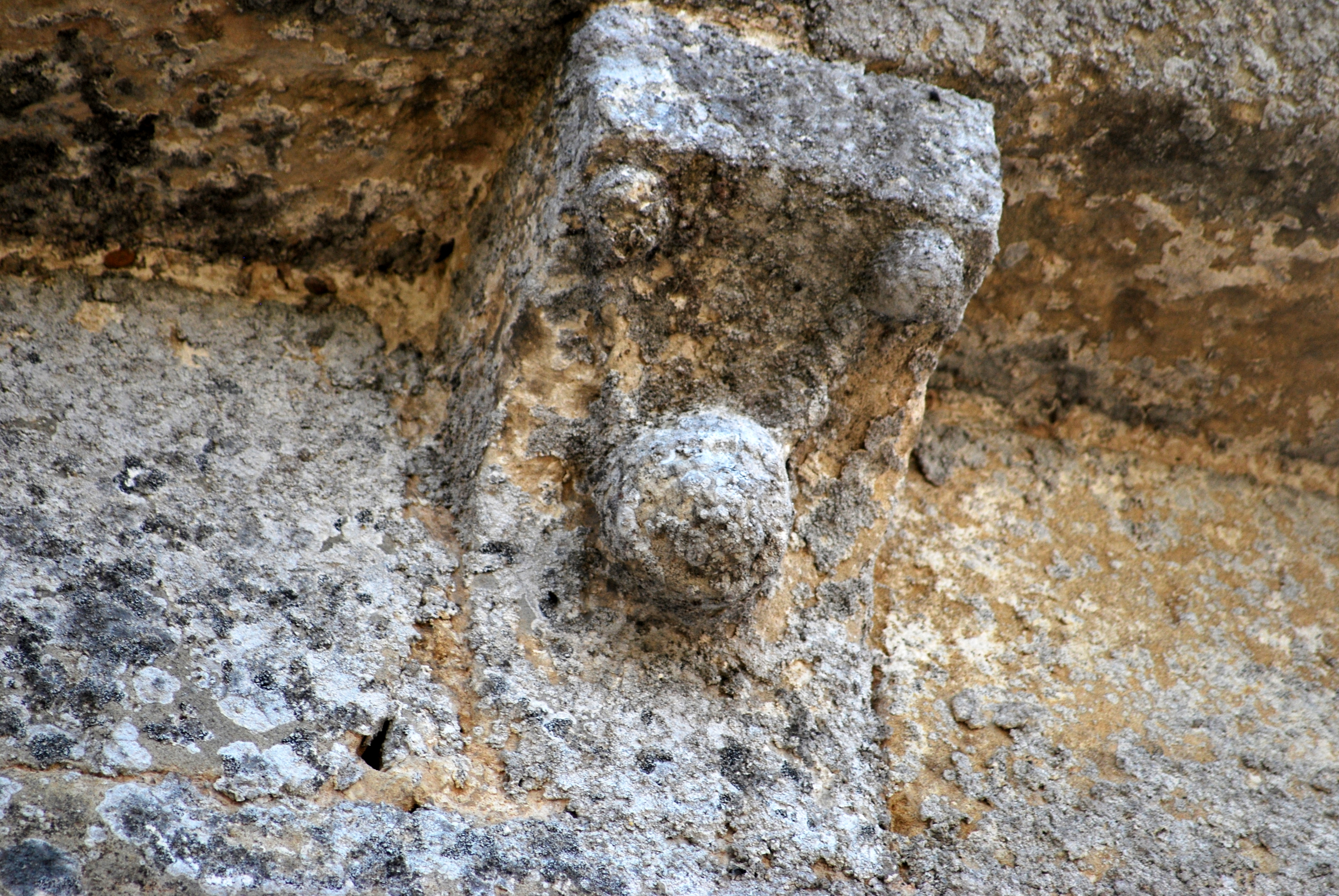
Tête d'escargot
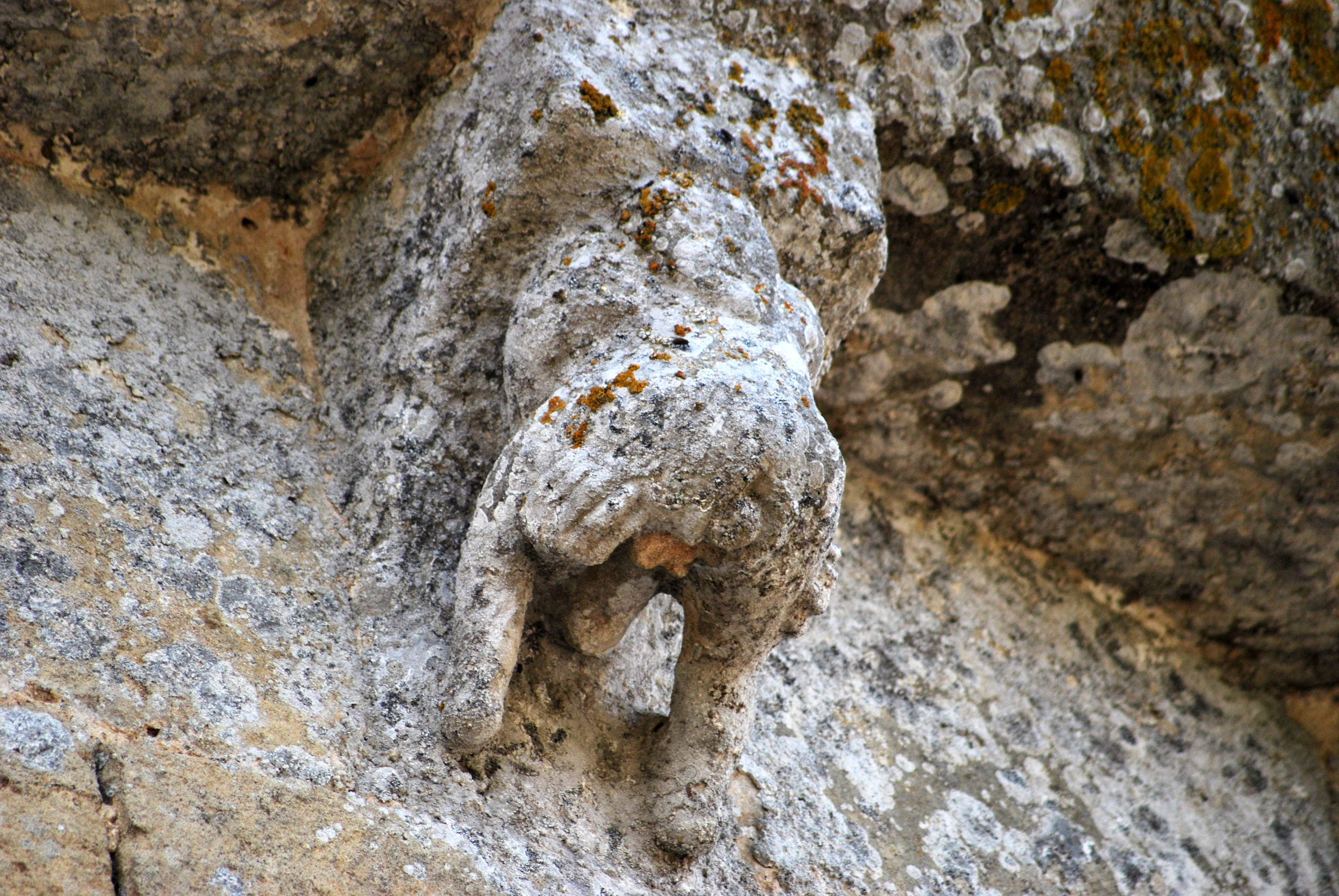
Homme « inverti »
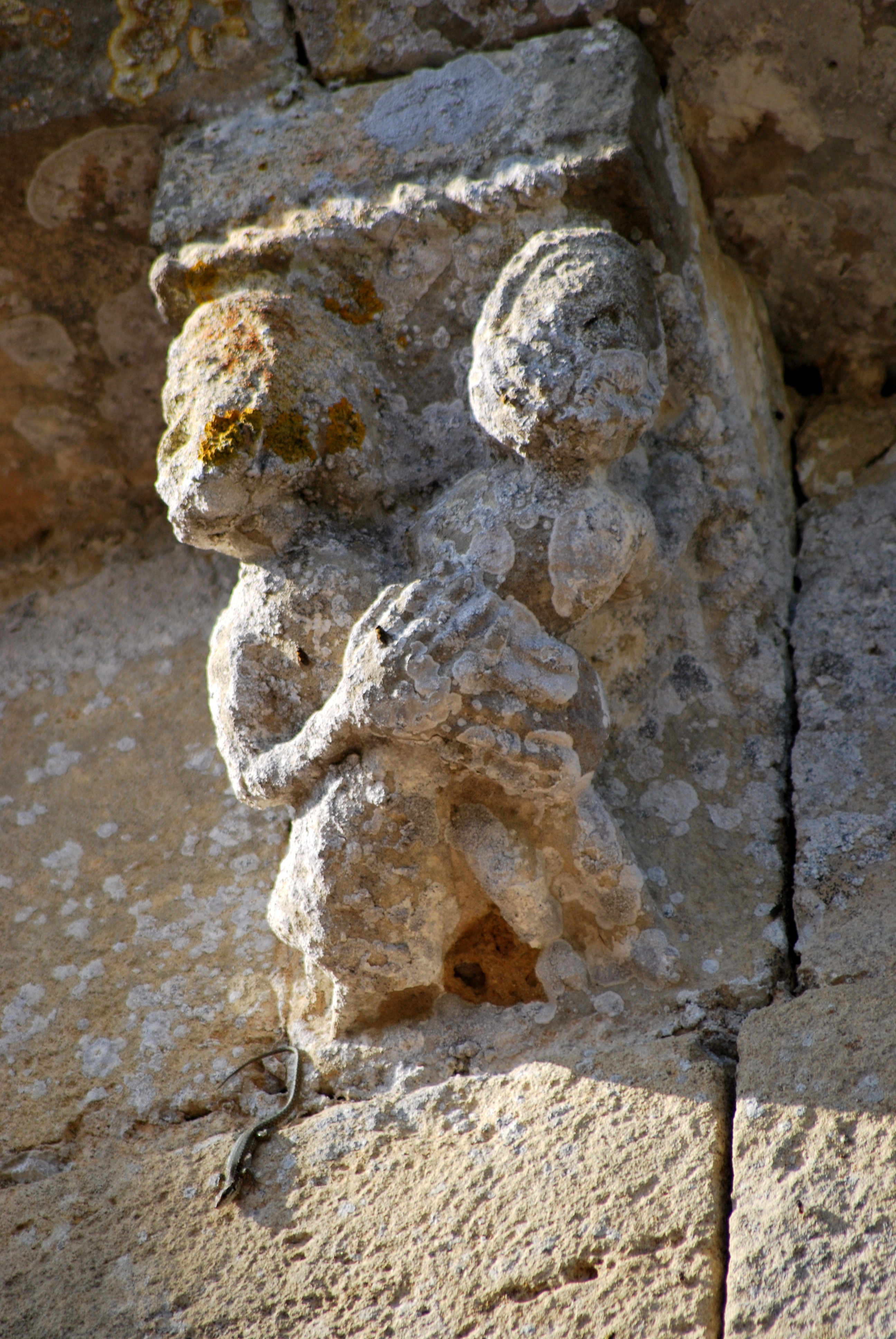
Un couple enlacé
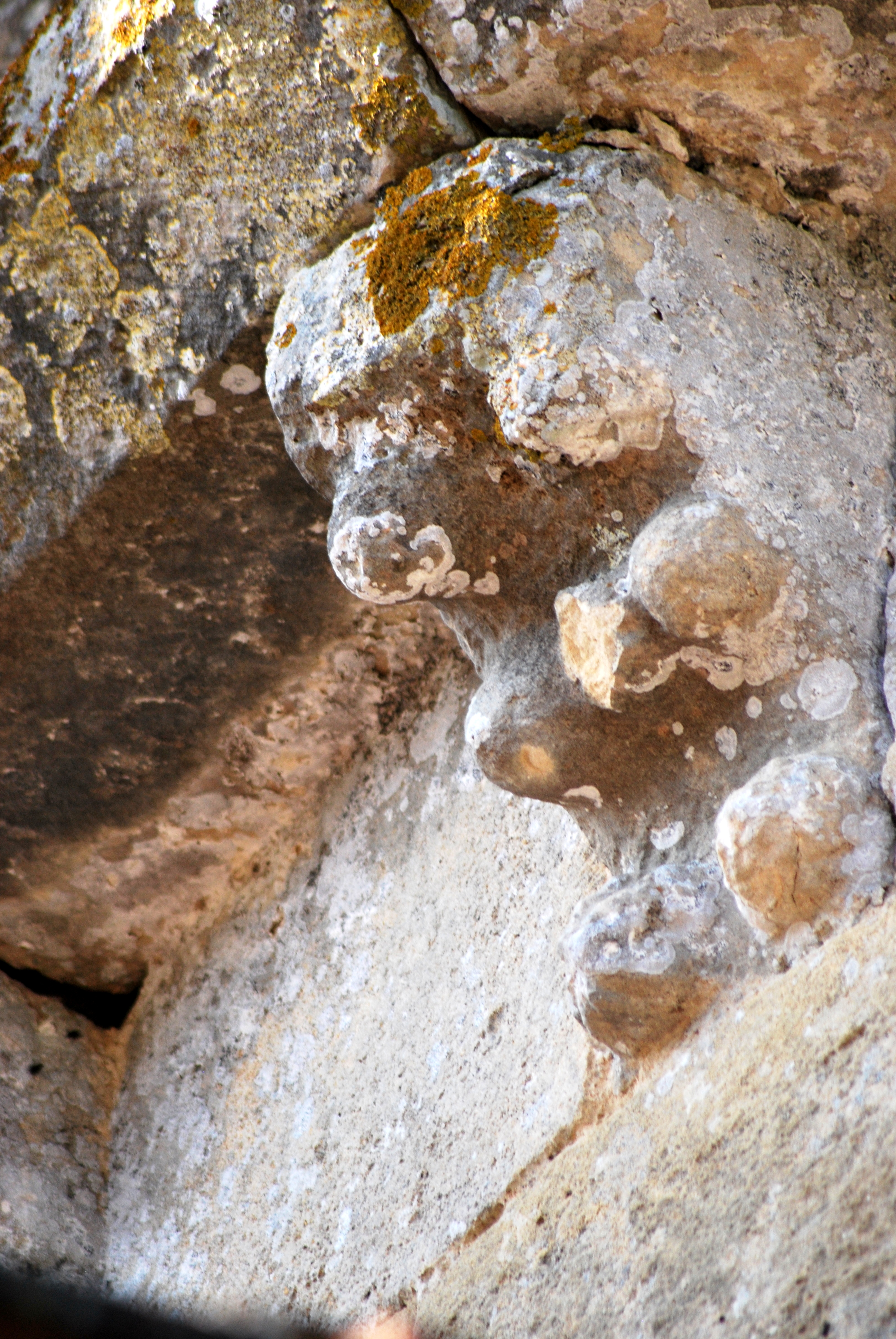
Ours
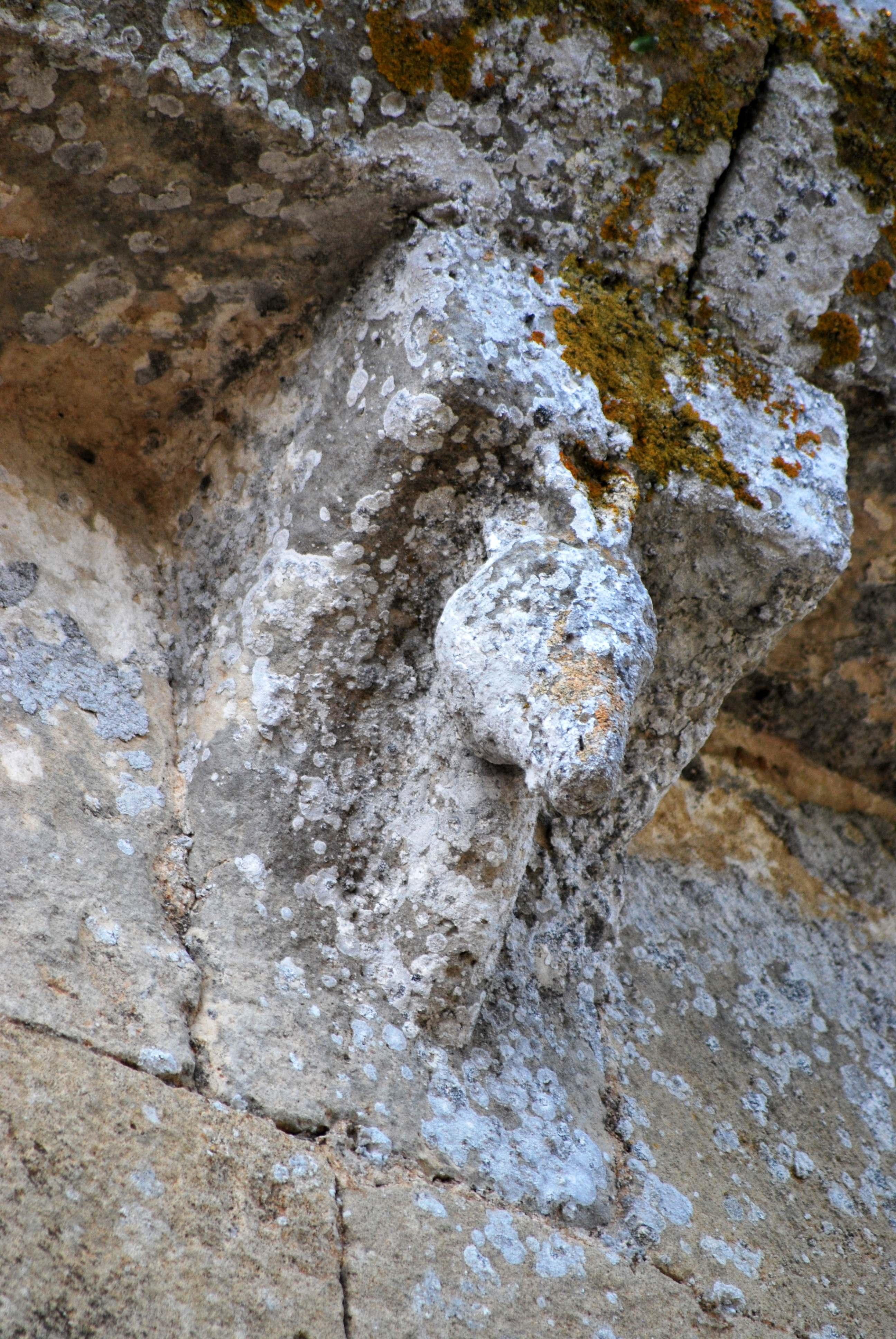
Tête de bouc

### Arc triomphal
Les deux chapiteaux donnent lieu à une leçon d'humilité parfois nécessaire pour l’interprétation des scènes sculptées. Le diable est dans les détails et, si l'on donne une description partielle et une interprétation un peu lapidaire, on peut se tromper énormément. La fiche descriptive de l'inventaire général du patrimoine culturel les décrit : 
- « Daniel entre des lions et des oiseaux, deux têtes humaines aux angles ; tailloir orné de rinceaux de palmettes (chapiteau nord) ; le Christ (?) au centre de la face antérieure, encadré par deux hommes nus marchant de chaque côté, un homme vêtu d'une robe et nimbé sur chaque face latérale, tous les personnages sont posés au-dessus de 5 oiseaux la tête levée vers eux ; tailloir orné d'entrelacs (chapiteau sud). »

La description précise de Bougoux et son analyse qui prend en compte les détails, permettent d' arriver à une interprétation totalement différente.
Chapiteau nordLes danseuses et les danseurs
|  |

|  |

Sur la corbeille se trouvent quatre hommes, deux femmes et neuf oiseaux disposés de façon symétrique autour d'un homme barbu au centre de la face principale. L'homme au centre porte une longue jupe plissée et a les mains sur les hanches, en position de danseur, exactement comme les deux femmes qui sont sur les petits côtés du chapiteau. À ses côtés, deux hommes nus tiennent leur main droite entre leurs cuisses et tendent la main gauche vers le danseur. À chaque angle de la corbeille, un homme nu. Les quatre hommes nus se touchent mutuellement et s'agitent auprès du danseur central. Sur chacune des faces latérales, une danseuse en tunique (jonglaresa) et avec une coiffure circulaire qui auréole leurs visages.
Les oiseaux ne tiennent pas un rôle purement décoratif, ce sont des acteurs. Sur le sol, il y en a sept, tournés à droite, en file indienne. Ils relèvent leur bec, soit pour picorer les participants sous les pieds, soit pour tirer les plis de la tunique. Les deux derniers, perchés à la hauteur des têtes des hommes nus, mordillent l'épaule d'un homme nu.
Cette figure centrale de la « Danse », qu'encadrent des nudistes débridés comme des bacchantes ou des satyres, aura été le grand poncif de l'imagerie romane, sa fonction première étant de dénoncer les excès produits. Les femmes sont reléguées sur les petits côtés, et compte tenu des représentations d'homosexualité parmi les modillons du chevet, on peut supposer que le but principal de ce scénario est de dénoncer les relations homosexuelles masculines.
Chapiteau sudLa danseuse et les bêtes
Ce chapiteau donne la réplique aux danseurs d'en face. Sur la face principale, se trouve une danseuse à robe plissée et en bottines, les mains sur les hanches. Autour d'elle, se trouvent trois chiens-loups, trois gros oiseaux et les bustes de deux hommes, sur un arrière-plan de feuillages stylisées. Les chiens et les oiseaux regardent la femme ; les deux hommes, sur les angles de la corbeille ne regardent pas la femme. Seules, les bêtes regardent une femme qui danse, une activité frivole et peccamineuse qui mène l'homme vers sa perdition.
Ainsi ces deux chapiteaux ont la même intention : dénoncer aux âmes égarées les périls moraux de la danse profane présentée comme une source de débordements licencieux et obscènes.